# Yassa
Pour les articles homonymes, voir Yassa (homonymie) et Zasag.
La Yassa, Yasa ou Grande Yassa, (en mongol bitchig : ᠶᠡᠬᠡ
ᠽᠠᠰᠠᠭ ; translittération : Yehe Zasag ; mongol cyrillique : Их Засаг, translittération : ikh zasag ; litt. « grande loi » ou « loi supérieure »), également dénommé Yasaq, Yassak, est le nom du code juridique de l'Empire mongol, compilé et mis en forme sous Gengis Khan (vers 1160-1227) et ses successeurs. De là, il est quelquefois appelé Grand code de Gengis Khan.
Il traite à la fois du commerce et du domaine pénal.

## Date et histoire du texte
Selon certains spécialistes, le Yassa a été proclamé par Gengis Khan lors du Kurultai de 1206 lorsqu'il prit officiellement le titre de Gengis Khan. Dans l'Histoire secrète, Gengis Khan demande à son fils adoptif Shigi Qutuqu de créer un registre de jurisprudence, ce qui implique l'existence d'un tel document:

« De plus, écrire dans un registre en écriture bleue toutes les décisions concernant la distribution et les affaires judiciaires de toute la population, en faire un livre. Jusqu'à la descendance de ma descendance, que personne ne modifie l'écriture bleue que Šigi Qutuqu, après avoir décidé en accord avec moi, transformera en un livre de papier blanc. Quiconque l'altérera sera coupable et passible de châtiment. »

Juvyani, dans le Tarikh-i Jahangushay (en), écrit sur le rôle des yasas lors d'un kurultai (un conseil militaire):

« Ces rouleaux sont appelés le Grand livre des Yasas et sont conservés dans le trésor des princes en chef. Chaque fois qu'un khan monte sur le trône, qu'une grande armée est mobilisée ou que les princes se réunissent et commencent [à se consulter] au sujet des affaires de l'État et de son administration, ils produisent ces rouleaux et modèlent leurs actions en fonction de ceux-ci. »

Les décrets de Yasa sont présentés dans les sources anciennes comme complets et spécifiques, mais aucun rouleau ou codex mongol n'a été retrouvé. On trouve des extraits dans de nombreuses chroniques, notamment celles de al-Maqrizi, Vardan Areveltsi et Ibn Battuta. Le premier d'entre eux pourrait s'être appuyé sur les travaux d'Ata-Malik Juvayni, un fonctionnaire de l'Ilkhanate.
En fin de compte, l'absence de tout document physique est historiquement problématique. Les historiens sont laissés avec des sources secondaires, des conjectures et des spéculations.

## Utilisation
Les lois mongoles étaient généralement appliquées par des juges appelés yargvchi (aussi épelé jarquchin ou ǰarγu), consultés afin de trouver une solution réconciliatrice,. Il est estimé que l'empire comptait quarante jarquchin au plus fort de son expansion sous la dynastie Yuan. Tous n'étaient pas de l'ethnie mongole, et ils étaient directement nommés par le pouvoir impérial. Il existait une procédure officielle et des critères précis pour ces nominations, qui demeurent cependant obscurs.
Néanmoins, le passage par le juge n'était pas tenu pour obligatoire, et dans de nombreux cas, la réparation des torts était entreprise par les personnes concernées elles-mêmes, particulièrement au sein de la noblesse. Parfois, une interprétation contentieuse nécessitait la tenue d'un qurultay, c'est-à-dire une assemblée extraordinaire composée de nombreux membres de la noblesse afin de délibérer de manière collégiale.

## Autres concepts
Le törü est un autre concept mongol de la règle juridique, mais à la différence de yassa, il est censé trouver son origine dans le Tengri.